# Народы Африки
В Африке насчитывают от 500 до 8500 народов и этнических групп. Такое разнообразие объясняется разностью распределений народов и их подразделений. Вероятнее всего число народов и крупных этнических областей, объединяющих несколько близкородственных народов, колеблется от 1 до 2 тысяч.
Почти 90 % населения Африки составляют 120 народов численностью свыше 1 млн человек, из них 2/3 приходится на 30 народов, численностью свыше 5 млн человек.
Большинство же прочих народов Африки насчитывают по несколько тысяч или даже сотен человек и населяют 1—2 деревни.
Заметно более 1/3 населения Тропической Африки (и почти половину населения всей Африки) составляют не менее 10 крупнейших народов, численностью свыше 10 млн человек: арабы, хауса, фульбе, йоруба, игбо, амхара, оромо, руанда, малагасийцы, зулусы.
В культурно-этнографическом отношении территория Африки распадается на 2 историко-этнографические провинции — Североафриканскую и Тропическо-африканскую. Тропическо-африканская провинция в свою очередь включает 6 историко-этнографических областей:
- Западная Африка, или Западный Судан,
- Экваториальная Африка,
- Восточная Африка (с Прибрежной и Межозёрной подобластями),
- Северо-Восточная Африка,
- Мадагаскар и остальные.

Рождаемость в Фута-Джаллон Гвинеи оценивается в 4,7 детей на среднюю женщину в 1954—1955 году, в Dobe Kung Ботсваны в 4,6 детей на среднюю женщину старше 45 лет в 1967—1969 году, у Нгбака в Центрально-африканской республике в 5,5 детей на женщину в 1957 году, в
Sine-Saloum Сенегала в 6,7 детей на женщину в 1963—1965 годах, а в Yao Ньясаленда в 4,9 детей на среднюю женщину в 1946—1947 годах.

## Этнографический очерк

### Североафриканскаяпровинция ИЭО
Территория: Египет, Ливия, Тунис, Алжир, Марокко, Западная Сахара, большая часть Мавритании, север Судана.
Подразделяется на Египетско-суданскую и Магрибинско-мавританскую историко-этнографических области (ИЭО).
Население: арабские и берберские народы, говорящие на афразийских языках и относящиеся преимущественно к южноевропеоидной, или средиземноморской малой расе. Подавляющее большинство население исповедует ислам суннитского направления, за исключением коптов — прямых потомков древних египтян, которые являются христианами-монофизитами.
Основное занятие в Северной Африке — пашенное земледелие (в оазисах и долине Нила — поливное), садоводство и виноградарство, культивирование финиковой пальмы в оазисах, у части арабов (бедуинов) и берберов, как правило, в горных и полупустынных районах — кочевое и полукочевое скотоводство (верблюды), крупный и мелкий рогатый скот, лошади, ослы). Одежда — длинные широкие рубахи (галабея) с круглым воротом, сужающиеся к низу штаны, безрукавки, куртки, кафтаны, распашные плащи с укороченными рукавами или без рукавов. Традиции кочевников сохраняется в обычае сидеть, есть и спать на полу. Основная пища — каши, лепёшки, кислое молоко, кус-кус (варёные маленькие макароны из пшеничной крупы), мясо, жаренное на вертеле, и в виде фарша, рыба, пирожки, бобовые подливы, острые соусы, оливковое масло, сухофрукты и блюда на их основе, чай, кофе.
Жилище земледельцев: глинобитные или саманные постройки с плоской крышей, часто с террасами, выходят на внутренний двор, на улицу усадьба выходит глухой стеной. В странах Магриба распространён мавританский стиль городской архитектуры. На юго-востоке провинции живут нубийцы и кушитоязычные беджа.

### Северо-ВосточноафриканскаяИЭО
Территория: большая часть Эфиопии, Эритрея, Джибути, Сомали, северо-восток и восток Кении.
Народы этой области говорят в основном на эфиосемитских (амхара, тигре, тиграи, гураге, харари и др.), кушитских (оромо, сомалийцы, сидамо, агау, афар, консо и др.) и омотских (омето, гимирра и др.) языках афразийской макросемьи.
С аксумских времён в Эфиопии распространилось плужное террасное земледелие, сочетавшееся с пастбищным скотоводством. Земля обрабатывается специальным примитивным плугом (марэша), запряжённого в волов. Аксумиты впервые стали возделывать злаковые культуры, которые нигде больше не встречаются за пределами Эфиопии: мелкозернистый тэфф, дурра (род проса, похожий на кукурузу), дагусса, а также чисто эфиопские бобовые нут и чина.
Эфиопское нагорье также — родина некоторых видов пшеницы и кофе. Поселения разбросанного и уличного типов, традиционное жилище — круглая бревенчатая хижина с обмазанными глиной или навозом стенами и с конусообразной кровлей (тукуль), каменная прямоугольная постройка с плоской крышей (хыдмо). Одежда — туникообразная рубаха с широким поясом и плащ (шамма), штаны (сури).
Эфиопия долгое время была единственным христианским государством Тропической Африки. С 1-го тысячелетия до н. э. здесь применяется эфиопское письмо.
Оромо, сомалийцы, тигре, афар и др. — мусульмане-сунниты, занимаются кочевым и полукочевым скотоводством (верблюды, лошади, мелкий рогатый скот). У оромо зафиксирована возрастная организация «гада».
Среди некоторых народов агау распространён иудаизм (фалаша — «эфиопские», или «чёрные» евреи).

### Западноафриканская, илиЗападносуданскаяИЭО
Является самой крупной и сложной по составу, распадается на 3 подобласти.
- Атлантическая подобласть включает северную и центральную часть Сенегала, южные районы Мавритании, запад Гамбии, северные и западные районы Гвинеи, центральные и западные (с островами Бижагош), районы Гвинеи-Бисау, северо-западные и приатлантические (с островами Шербро и др.) районы Сьерра-Леоне, северо-западные районы Либерии, Кабо-Верде. Почти все народы Атлантической подобласти говорят на атлантических языках, остальные — на языках манде (сусу, манинка, менде, ваи и др.) и креольских на английской (креолы Сьерра-Леоне и либерийцы) и португальской (кабовердцы и гвинейцы) основе.
- Суданская подобласть — южный и восточный Сенегал, восточная Гамбия, северная и восточная Гвинея-Бисау, центральная и восточная Гвинея, центральная и восточная часть Сьерра-Леоне, северо-восточная Либерия, Мали (кроме северной части), южные прималийские районы Мавритании, Буркина-Фасо, север Кот-д’Ивуар, Ганы, Того, Бенина, Нигерии и Камеруна, большая часть территории Нигера и Чада (кроме южных и юго-восточных р-нов). Большинство народов Суданской подобласти говорит на нигеро-конголезских языках: здесь обитают практически все народы, говорящие на языках манде, гур, догонских, сенуфо, а также крупнейший народ, говорящий на языке атлантической семьи (фульбе), и говорящие на адамава-убангийских языках мумуйе, чамба и др. На чадских языках говорят прежде всего хауса, на нило-сахарских: сонгай, канури, тубу, загава, маба, фур, сара, багирми и др.
- Гвинейская подобласть — центральные и южные районы Кот-д’Ивуар, Ганы, Того, Бенина и Нигерии. Все народы Гвинейской подобласти говорят на нигеро-конголезских языках: на языках ква, кру, иджоидных и бенуэ-конголезских (йоруба, игбо, бини, нупе, гбари, игала и идома, ибибио, эфик, камбари, катаб, биром и джукун), в том числе бантоидных (тив, экои).

Западная Африка не случайно была центром африканских цивилизаций: природные условия (достаточное количество осадков) здесь наиболее пригодны для земледелия (в основном ручного, в Гвинейской подобласти — переложного и подсечно-огневого). В Судане возделывают зерновые (т. н. пояс просо: просо, сорго, фонио, рис), в зоне тропических лесов Гвинейского побережья — корне- и клубнеплоды (т. н. пояс ямса: ямс, кассава и др.), а также масличную пальму, в Приатлантической подобласти — как зерновые, так и корнеплоды. В Судане разводят крупный и мелкий рогатый скот. Важнейшее значение имели месторождения золота и отсутствие соли, побуждавшие суданские народы торговать с богатой солью Сахарой.
Города Западной Африки возникали как торгово-ремесленные центры (Кано, Дженне, Томбукту), резиденции правителей (Уагадугу, Кумаси), сакральные центры (Ифе), или совмещали эти функции (Сокото, Бенин, Ойо). Сельские поселения — разбросанного типа, иногда — хуторского (в саванне), в Гвинейской подобласти — уличного. Жилище — однокамерное круглое, квадратное или прямоугольное в плане. Строительным материалом в сахеле служат глина, камень, кустарник, трава, в саванне — дерево, ветки, солома, в лесах — пальмовая древесина, бамбук, листья банана и фикусовых; повсеместно при постройке жилищ используются кожи, шкуры, ткани, циновки, навоз, ил. Сложился т. н. суданский стиль архитектуры из сырцового кирпича (банко — букв. ‘сырая глина’), часто облицованного сланцем, или из камней на глиняном растворе; характерны расчленение фасадов пилястрами, глухие массивные конических или в форме усечённой пирамиды башни и минареты, пронизанные торчащими наружу балками перекрытий.
В Судане сложился единый тип мужского костюма, восходящий к одежде исламских учителей-марабутов: бубу (длинная широкая рубаха, как правило, голубого цвета, часто с вышивкой у ворота и на кармане), широкие шаровары с манжетами внизу, шапочка, сандалии. Для Гвинейской подобласти характерна несшитая одежда, как плечевая (кенте у акан), так и поясная (типа юбок).
Пища народов Западной Африки растительная — каши, похлёбки, фуфу, пальмовое вино, просяное пиво. В Приатлантической подобласти распространена рыба.
Выделяется матрилинейность счёта родства у акан, а также специфическое имянаречение, когда одно из имён соответствует тому дню недели, в который человек родился. Широко распространены тайные союзы, касты, слоговая письменность, созданная ваи, заимствована их соседями (менде, кпелле, лоома, баса и др.).
Этнокультурная ситуация в Западной Африке сильно изменилась в связи с миграциями фульбе из Сахары (1-е — середина 2-го тысячелетия н. э.). У многих фульбе сохраняется кочевое полукочевое скотоводство.

### Экваториальная(Западная Тропическая) ИЭО
Территория: центральные и южные районы Камеруна, юг Чада, Южный Судан, ЦАР, Республика Конго, Демократическая Республика Конго, Габон, Экваториальная Гвинея, Сан-Томе и Принсипи, Ангола, Замбия.
Заселена прежде всего бантуязычными народами: дуала, фанг, буби (фернандцы), мпонгве, теке, мбоши, нгала, комо, монго, тетела, куба, конго, амбунду, овимбунду, чокве, луэна, лози, тонга, бемба, луба и др. На других бантоидных языках говорят бамилеке, бамум, тикар; адамава-убангийских — занде, банда, нгбанди и гбайя; центральносуданских — народы мору-мангбету. Пигмеи говорят на языках своих соседей, то есть всех перечисленных семей, но в основном на языках банту. Сантомийцы и аннобонцы — креолы с языками на основе португальского и языков банту, фернандино — креолы с языком на основе английского и йоруба.
Материальная культура характерна для зоны тропических лесов и близка к культуре Гвинейской подобласти Западноафриканской ИЭО. Выделяется культура пигмеев, сохраняющих образ жизни, основанный на подвижных охоте и собирательстве.

### ЮжноафриканскаяИЭО
Территория: южная Ангола, Намибия, ЮАР, Свазиленд, Лесото, Ботсвана, Зимбабве, южный и центральный Мозамбик.
Населена бантуязычными народами коса, зулу, свази, ндебеле и матабеле, суто, тсвана, педи, тсонга, венда, шона, гереро, овамбо и др., а также народами, говорящими на койсанских языках (бушмены и готтентоты). Африканеры и «цветные» в ЮАР говорят на африкаанс, южноафриканцы — на местном варианте английского языка. Выходцы из Европы и Южной Азии (хиндустанцы, бихарцы, гуджаратцы и др.), говорят на индоарийских, часть индийцев (тамилы, телугу и др.) — дравидийских языках.
На территории Южной Африки постоянно происходили миграционные процессы, начиная с переселения из Восточной Африки бантуязычных народов во второй половине 1-го тысячелетия н. э., оттеснивших койсанские народы в менее благоприятные районы (пустыни Калахари и Намиб). В 1-й половине XIX века часть народов нгуни переселилась на север современной ЮАР (ндебеле), на территорию современного Зимбабве (матабеле) и на юг Танзании (нгони). Наконец, последней крупной миграцией был «Великий трек» — переселение африканеров в середине XIX века из Капской колонии, захваченной англичанами, на северо-восток, за реки Оранжевую и Вааль (создание бурских республик — Оранжевого свободного государства и Республики Трансвааль).
Традиционные занятия бантуязычных народов — ручное земледелие подсечно-огневого типа с перелогом (сорго, просо, кукуруза, бобовые, овощи) и полукочевое скотоводство (крупный и мелкий рогатый скот). Готтентоты занимаются отгонным скотоводством (крупный и мелкий рогатый скот), за исключением группы топнар-нама в районе Китовой бухты (Намибия), до недавнего времени занимавшейся морским зверобойным промыслом. Традиционная пища земледельцев и скотоводов — похлёбки и каши из сорго и кукурузы, приправленные овощами, молоко; основной напиток — просяное пиво. Традиционное поселение — кольцевой планировки из полусферических хижин (крааль). В отличие от большинства африканский народов, имеющих открытый очаг (как правило, вне жилища, во дворе), у горных жителей тсвана и суто распространены глинобитные печи. Традиционная одежда — несшитая (набедренная повязка и передник, кожаный плащ-каросс).
Бушмены (сан) — бродячие охотники и собиратели. В качестве жилища используют ветровые заслоны из веток, связанных сверху и покрытых травой или шкурами. Одежда — набедренная повязка и плащ.

### ВосточноафриканскаяИЭО
Территория: север Мозамбика, Малави, Коморские острова, северо-восток и восток Замбии, Танзания, большая часть Кении, Судан, Эфиопия.
Делится на две подобласти:
- Прибрежную — побережье Индийского океана от Сомали до восточного Мозамбика
- Межозёрную (Межозёрье) — Руанда, Бурунди, юг Уганды, северо-запад Танзании, юго-восток и восток Судана.

Основную часть Восточноафриканской ИЭО населяют бантуязычные народы (кикуйю, акамба, меру, лухья, джагга, бемба, ньямвези, сукума, шамбала, зарамо, гого, хехе, бена, кинга, фипа, яо, малави, макуа, маконде, нгони и др.) и часть нилотов и суданцев. Кушитоязычные эфиопоиды ираку, горова, бурунги и капоиды дахало вместе с двумя другими представителями капоидной расы сандаве и хадза — остатки древнего субстратного населения, вытесненного носителями языков банту на север и юг в начале 1-го тысячелетия н. э. Межозерье населяют бантуязычные руанда, рунди, ганда, сога, ньоро, ньянколе, торо и др., а также пигмеи (тва), Прибрежную подобласть — суахили, суахилиязычные коморцы и миджикенда.
Основное занятия в Восточноафриканской ИЭО — ручное подсечно-огневое земледелие (бантуязычные народы), или отгонное скотоводство (нилотские народы). Распространена система возрастных классов.
Самобытная культура восточноафриканского побережья и близлежащих островов сформировалась в результате контактов носителей мусульманской культуры — выходцев из Азии (Аравия, Оман, Персия, Индия) с бантуязычными аборигенами. Возникшая в VII-X веке на основе посреднической трансокеанской торговли с Ближним Востоком суахилийская цивилизация достигла наивысшего расцвета в XIV веке Суахилийцы занимались ловлей рыбы и морских животных, добычей жемчуга и связанного с этим мореходством и судостроением. Они обладали значительными познаниями в астрономии и навигации, освоили строительство домов из камня и коралловых плит. Караванная торговля с внутренними районами Восточной Африки способствовала распространению ислама и суахили, который стал основным языком-посредником в межэтнических контактах местного населения, а в настоящее время — это государственный язык Танзании, официальный язык Кении, юга Сомали, Мозамбика, а также рабочий язык ООН.
Межозерье — один из очагов самобытной африканской государственности, сформировавшийся в условиях практически полной изоляции и не испытывавший до середины XIX века никаких воздействий со стороны развитых цивилизаций. Большинство этнополитических общностей Межозерья состояло из трёх эндогамных общностей, говоривших на одном языке, но отличавшихся друг от друга антропологическим обликом и преимущественно сферой деятельности, причём каждая из них имела разный социальный статус. Самый высокий статус имели тутси (в Руанде и Бурунди), или бахима (у этносов южной Уганды) — скотоводческая аристократия, владевшая большими стадами и лучшими землями и имевшая более или менее выраженный эфиопоидный внешний облик, а также очень высокий рост: это самые высокорослые и самые худые люди на земле. На следующей ступени стояли земледельцы хуту — типичные негроиды, находившиеся в зависимости от батутси и арендовавшие у них скот и землю. Самую низкую ступень этой иерархии занимали пигмеи тва, охотники, гончары, а также слуги (как у тутси, так и у хуту). Эта этнокастовая система возникла в XV веке, когда бантуязычные негроиды (предки хуту) подверглись нашествию скотоводов — нилотов или кушитов, а может быть, и тех и других. Переняв язык и культуру земледельцев-банту, они сохранили ряд связанных со скотоводством черт культуры, общих со скотоводами Африканского Рога. Наиболее чётко эта система действовала в Руанде, Бурунди и Нкоре, где священные цари мвами всегда были из тутси, а правящая верхушка состояла исключительно из скотоводческой аристократии.
Преобладание в экономике Межозерья многолетней и высокоурожайной культуры банана, не требовавшей большого объёма работ по расчистке земель, содействовало сравнительно лёгкому получению избыточного продукта и оседлости населения, а также сводило к минимуму участие мужчин в земледельческих работах. Поэтому земледелие стало чисто женским занятием, а мужчины занимались охотой, рыболовством и ремеслом, но прежде всего — войной и посреднической торговлей.

### Мадагаскарскаяостровная ИЭО
Территория: Мадагаскар, Сейшельские острова, Маврикий, Реюньон.
Населена малагасийцами (Мадагаскар) и креолами (маврикийцы, реюньонцы, сейшельцы), а также выходцами из Южной Азии, и эфиопами, говорящими на индоарийских и дравидийских языках. Есть небольшие группы китайцев, малайцев и арабов.
Материальная культура малагасийцев сохранила много элементов южноазиатского происхождения (стрелометательная трубка, парусная долблёная лодка с балансиром, технология рисосеяния, шёлк, несшитая шёлковая одежда-ламба типа саронга и др.). Преобладает пашенное (плужное) земледелие в сочетании с пастбищным и отгонным скотоводством.

## Расовый состав
Североафриканскую провинцию населяют народы, относящиеся преимущественно к индо-средиземноморской расе (в составе большой европеоидной расы).
Большинство коренного населения Тропической Африки относится к большой негроидной расе, которая представлена негрской, центральноафриканской (пигмеи) и южноафриканской (бушмены и готентоты) малыми расами. В зонах контактов с европеоидами Северной Африки и Аравии (средиземноморская, или южноевропеоидная малая раса) сформировалось два переходных антропологических типа — фульбский (фульбе) и эфиопская раса. К особому смешанному расовому типу, сочетающему черты австралоидов, негроидов и монголоидов относится коренное население Мадагаскара (малагасийцы) — потомки австронезийцев, переселившихся с островов Индонезийского архипелага.

## Языковой состав
Североафриканскую провинцию населяют народы, говорящие на семитских (арабы) и берберских (берберы) языках. К отдельной семье относится коптский язык — ныне используемый лишь в литургических целях.
3/4 населения Тропической Африки говорит на нигеро-конголезских языках, среди них особое место занимают языки банту, на которых говорит большинство население Экваториальной, Восточной и Южной Африки. К крупнейшим бантуязычным народам (численность свыше 3 млн человек) относятся руанда, рунди, макуа, конго, шона, малави, зулу, коса, луба, тсонга, ньямвези, кикуйю, тсвана, суто, лухья, овимбунду, ганда, педи, фанг, бемба, суахили. На других бантоидных языках говорят тив, бамилеке, бамум, тикар, экои.
К нигеро-конголезским относятся и языки крупнейших народов Западной и Экваториальной Африки:
- на бенуэ-конголезских языках говорят йоруба, игбо, бини, нупе, гбари, игала, идома, ибибио, эфик, камбари, катаб, биром, джукун;
- языках семьи ква — народы акан, эве, фон, га, лагунные народы;
- семьи гур — моси, дагомба, мампруси, груси, гурма, лоби, куланго, кабре, барба;
- семьи манде — сонинке, бозо, народы группы манден (бамбара, манинка, дьула и др.), менде, сусу, ваи;
- атлантических языках — фульбе, волоф, серер, диола, темне;
- адамава-убангийских языках — мумуйе, чамба, занде, банда, нгбанди, гбайя;
- кордофанских языках — кордофанские народы;
- кру языках — бете, бакве, басса, кребо и др.;
- иджоидные, догонские и языки сенуфо выделяются в отдельные семьи в рамках нигеро-конголезской макросемьи.

Почти 15 % населения Тропической Африки, прежде всего в Эфиопии и на Африканском Роге, в Центральном и Восточном Судане, говорит на афразийских языках. Это эфиосемитские народы (амхара, тигре, тиграи, гураге, харари и др.), кушиты (оромо, сомалийцы, беджа, сидамо, агау, афар, консо, ираку и др.), народы, говорящие на языках омотской (омето, гимирра и др.) и чадской (хауса и близкие к ним по языку народы Нигерии, Камеруна и Чада: бура, ангас, анкве, сура, баде, болева, мандара, котоко, матакам, марги, муби, сомрай, карекаре, мусгум, маса, марба и др.) семей.
Около 6 % жителей Тропической Африки, в основном в Центральном и Восточном Судане, Межозерье и Восточной Африки говорит на нило-сахарских языках, среди них — сонгай, канури, канембу, загава, тубу, маба, фур, сара, багирми, мурле, нубийцы, народы мору-мангбету, нилоты (нуэр, динка, шиллук, бари, карамоджонг, луо, масаи, календжин и др.), а также берта, кома, гумуз, кунама, кульяк, тумтум, кадугли и кронго.
Наконец, бушмены и готтентоты в Южной Африке и сандаве и хадза — в Восточной Африке — остатки древнего субстратного населения — говорят на койсанских языках.
Значительную часть населения Африки составляют представители европейских народов (англичане, немцы, голландцы, фламандцы, французы, португальцы, испанцы, итальянцы, греки, армяне, поляки и др.) и выходцы из Южной Азии, говорящие на индоевропейских языках. В Южной Африке есть представителей и дравидоязычных народов Южной Индии. В колониальную эпоху на прежде незаселённых о-вах Индийского и Атлантического океанов на основе смешения африканского и европейского населения сформировались креольские народы: маврикийцы, реюньонцы, сейшельцы, кабовердцы, гвинейцы, сантомийцы, аннобонцы, фернандино, криолы (креолы Сьерра-Леоне), либерийцы и др. В ЮАР возникли два народа, говорящих на германских языках — южноафриканцы и африканеры.

## История
Африка была колыбелью человечества. В 6-5-м тысячелетиях до н. э. в долине Нила складывается земледельческие культуры (Тасийская культура, Файюм, Меримде), на основе которой в 4-м тысячелетии до н. э. возникает древнейшая африканская цивилизация — Древний Египет. К югу от неё, также на Ниле, под её влиянием сформировалась керма-кушитская цивилизация, сменившаяся во 2-м тысячелетии до н. э. нубийской (Напата), расцвет которой пришёлся на период существования Мероитского царства (VI век до н. э. — IV век н. э.). На обломках последнего образовались государства Алоа, Мукурра, Набатейское царство и др., находившиеся под культурным и политическим влиянием Эфиопии, коптского Египта и Византии. На севере Эфиопского нагорья под влиянием южноаравийского Сабейского царства возникла эфиопская цивилизация: в V веке до н. э. выходцами из Южной Аравии образовано Эфиопское царство, во II-XI веках н. э. существовало Аксумское царство, на основе которого складывается средневековая цивилизация христианской Эфиопии (XII-XVI век). Эти очаги цивилизации были окружены скотоводческими племенами ливийцев, а также предками современных кушито- и нилотоязычных народов.
Около 3000 лет назад началась масштабная обратная миграция Homo sapiens из Евразии в Африку — её вклад в современных африканских геномах составляет 4—7 %, а неандертальский след в геномах современных африканских популяциях составляет 0,2—0,7 %.
На территории современной пустыни Сахары (бывшей тогда благоприятной для обитания саванной) к 4-му тысячелетию до н. э. складывается скотоводческо-земледельческое хозяйство. С середины 3-го тысячелетия до н. э., когда начинается высыхание Сахары, население Сахары отступает к югу, оттесняя местное население Тропической Африки. К середине 2-го тысячелетия до н. э. в Сахаре распространяется лошадь. На основе коневодства (с первых веков н. э. — также верблюдоводства) и оазисного земледелия в Сахаре складывается городская цивилизация (города Телги, Дебрис, Гарама), возникает ливийское письмо. На средиземноморском побережье Африки в XII-II веках до н. э. процветала финикийско-карфагенская цивилизация.
В Африке южнее Сахары в 1-м тысячелетии до н. э. повсеместно распространяется металлургия железа. Здесь не сложилось культуры бронзового века, и произошёл непосредственный переход от неолита к железному веку. Культуры железного века распространяются как на западе (Нок), так и на востоке (северо-восточная Замбия и юго-западная Танзания) Тропической Африки. Распространение железа способствовало освоению новых территорий, прежде всего — тропических лесов, и стало одной из причин расселения по большей части Тропической и Южной Африки народов, говорящих на языках банту, оттеснивших к северу и югу представителей эфиопской и капоидной рас.
Очаги цивилизаций Тропической Африки распространялись в направлении с севера на юг (в восточной части континента) и отчасти с востока на запад (особенно в западной части) — по мере удаления от высоких цивилизаций Северной Африки и Ближнего Востока. Большинство крупных социокультурных общностей Тропической Африки имели неполный набор признаков цивилизации, поэтому точнее они могут быть названы протоцивилизациями. С конца III века н. э. в Западной Африке в бассейнах Сенегала и Нигера развивается западносуданская (Гана), с VIII-IX века — центральносуданская (Канем) цивилизации, возникшие на базе транссахарской торговли со странами Средиземноморья.
После арабских завоеваний Северной Африки (VII век) арабы надолго стали единственными посредниками между Тропической Африкой и остальным миром, в том числе через Индийский океан, где господствовал арабский флот. Под арабским влиянием появляются новые городские цивилизации в Нубии, Эфиопии и Восточной Африке. Культуры Западного и Центрального Судана слились в единую западноафриканскую, или суданскую, зону цивилизаций, простиравшуюся от Сенегала до современной Республики Судан. Во 2-м тысячелетии эта зона была объединена политически и экономически в мусульманских империях: Мали (XIII-XV век), которой подчинялись мелкие политические образования народов фульбе, волоф, серер, сусу и сонгай (Текрур, Джолоф, Син, Салум, Кайор, Coco и др.), Сонгай (середина XV — конец XVI века) и Борну (конец XV — начало XVIII века) — преемника Канема. Между Сонгай и Борну с начала XVI века усиливались хаусанские города-государства (Даура, Замфара, Кано, Рано, Гобир, Кацина, Зария, Бирам, Кебби и др.), к которым в XVII веке от Сонгай и Борну перешла роль главных центров транссахарской торговли.
К югу от суданских цивилизаций в 1-м тысячелетии н. э. складывается протоцивилизация Ифе, ставшая колыбелью цивилизации йоруба и бини (Бенин, Ойо). Её влияние испытали дагомейцы, игбо, нупе и др. К западу от неё во 2-м тысячелетии сформировалась акано-ашантийская протоцивилизация, расцвет которой пришёлся на XVII — начало XIX века. К югу от большой излучины Нигера возник политический центр, основанный моси и др. народами, говорящими на языках гур (т. н. комплекс Моси-Дагомба-Мампруси) и превратившийся к середине XV века в вольтийскую протоцивилизацию (раннеполитические образования Уагадугу, Ятенга, гурма, дагомба, мампруси). В Центральном Камеруне возникла протоцивилизация бамум и бамилеке, в бассейне реки Конго — протоцивилизация вунгу (раннеполитические образования Конго, Нгола, Лоанго, Нгойо, Каконго), к югу от него (в XVI веке) — протоцивилизация южных саванн (раннеполитические образования Куба, Лунда, Луба), в районе Великих озёр — межозёрная протоцивилизация: раннеполитические образования Буганда (XIII век), Китара (XIII—XV век), Буньоро (с XVI века), позднее — Нкоре (XVI век), Руанда (XVI век), Бурунди (XVI век), Карагве (XVII век), Кизиба (XVII век), Бусога (XVII век), Укереве (конец XIX века), Торо (конец XIX века) и др.
В Восточной Африке с X века процветала суахилийская мусульманская цивилизация (города-государства Килва, Пате, Момбаса, Ламу, Малинди, Софала и др., султанат Занзибар), в Юго-Восточной Африке — зимбабвийская (Зимбабве, Мономотапа) протоцивилизация (X—XIX век), на Мадагаскаре процесс государствообразования завершился в начале XIX века объединением всех раннеполитических образований острова вокруг Имерина, возникшего около XV века.
Большинство африканских цивилизаций и протоцивилизаций переживало подъём в конце XV—XVI веков. С конца XVI века, с проникновением европейцев и развитием трансатлантической работорговли, продолжавшейся до середины XIX века, происходит их упадок. Вся Северная Африка (кроме Марокко) к началу XVII века вошла в состав Османской империи. С окончательным разделом Африки между европейскими державами (1880-е годы) наступил колониальный период.